# Wanfried
Wanfried [ˈvanfʁiːt] ist eine Landstadt im nordhessischen Werra-Meißner-Kreis. Sie ist bekannt für ihren historischen Stadtkern mit vielen erhaltenen denkmalgeschützten Fachwerkhäusern.

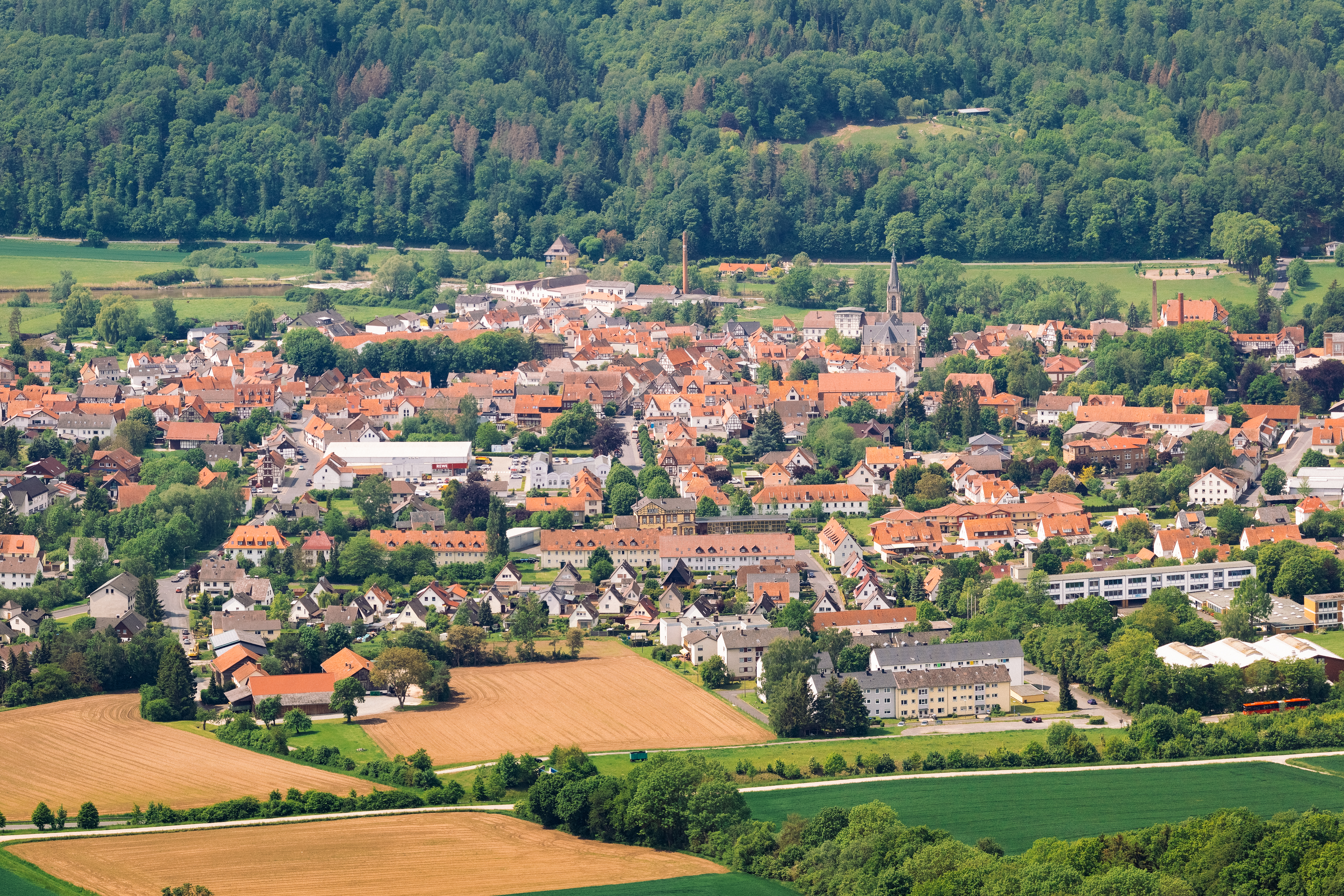
Der Stadtkern von Wanfried vom Plesseturm aus gesehen.

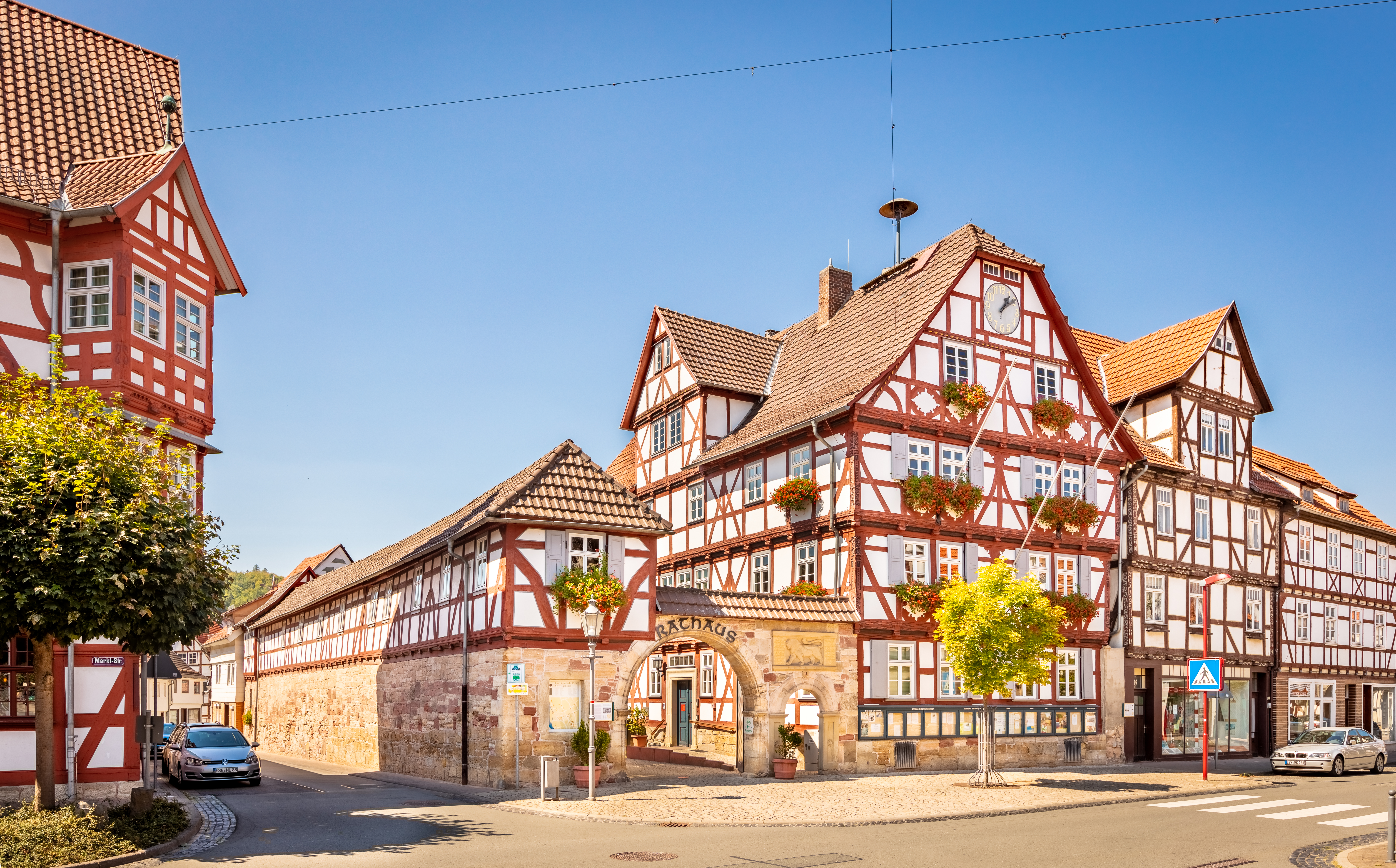
Das Wanfrieder Rathaus. Links daneben das Hotel „Zum Schwan“.

## Geographie
Die Stadt liegt im Osten des nordhessischen Werra-Meißner-Kreises direkt an der Landesgrenze zu Thüringen. Sie befindet sich im Tal der Werra nordöstlich des Schlierbachswalds; nordöstlich von Wanfried schließt sich jenseits der Landesgrenze der thüringische Naturpark Eichsfeld-Hainich-Werratal an.
Die Mittelstadt Eschwege liegt etwa 11 km flussabwärts im Westen. Weitere Städte in der Nähe sind Mühlhausen/Thüringen etwa 25 km östlich und Eisenach etwa 28 km im Südosten.
Wanfried ist die östlichste Stadt Hessens. Sie liegt im Geo-Naturpark Frau-Holle-Land. Nach dem Wegfall der innerdeutschen Grenze liegt Wanfried in der Mitte Deutschlands.

### Nachbargemeinden
| Frieda     | Döringsdorf                                 | Hildebrandshausen |
| Eschwege   | Kompassrose, die auf Nachbargemeinden zeigt | Katharinenberg    |
| Weißenborn | Großburschla                                | Treffurt          |

Wanfried grenzt im Norden an die Gemeinde Geismar, Ortsteil Döringsdorf (Landkreis Eichsfeld, Thüringen), im Osten an die Gemeinde Südeichsfeld im Unstrut-Hainich-Kreis in Thüringen, im Südosten und Süden an die Stadt Treffurt (im thüringischen Wartburgkreis) sowie im Westen an die Stadt Eschwege und die Gemeinde Meinhard, Ortsteil Frieda (beide im Werra-Meißner-Kreis).

### Stadtgliederung
Die Stadt besteht aus den Stadtteilen: Kernstadt Wanfried, Altenburschla, Aue, Heldra mit Siedlung Bahnhof Großburschla und Völkershausen mit dem Gut Marienhof.

## Geschichte

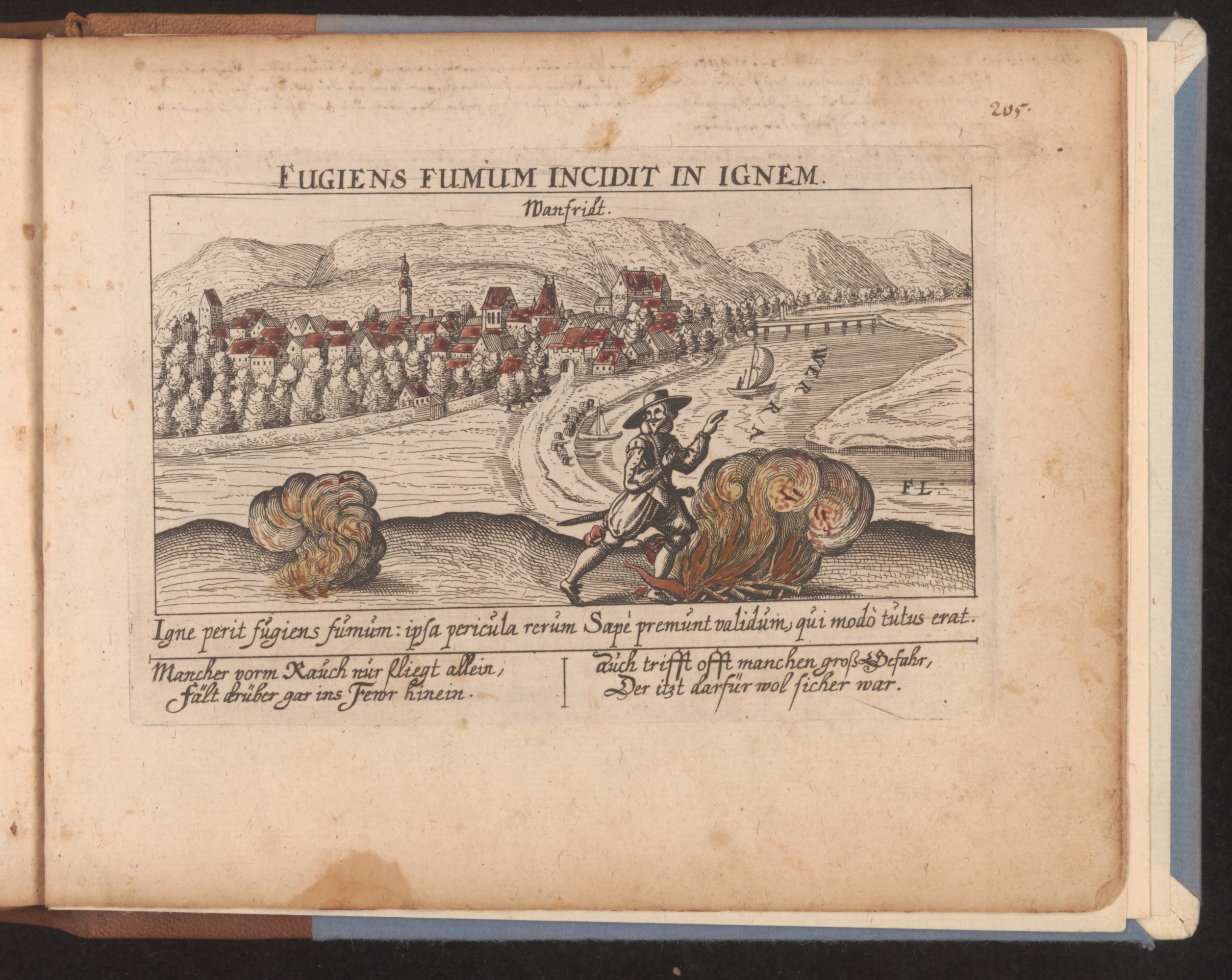
Wanfried – Auszug aus dem Thesaurus philopoliticus von Daniel Meisner und Eberhard Kieser (1624)

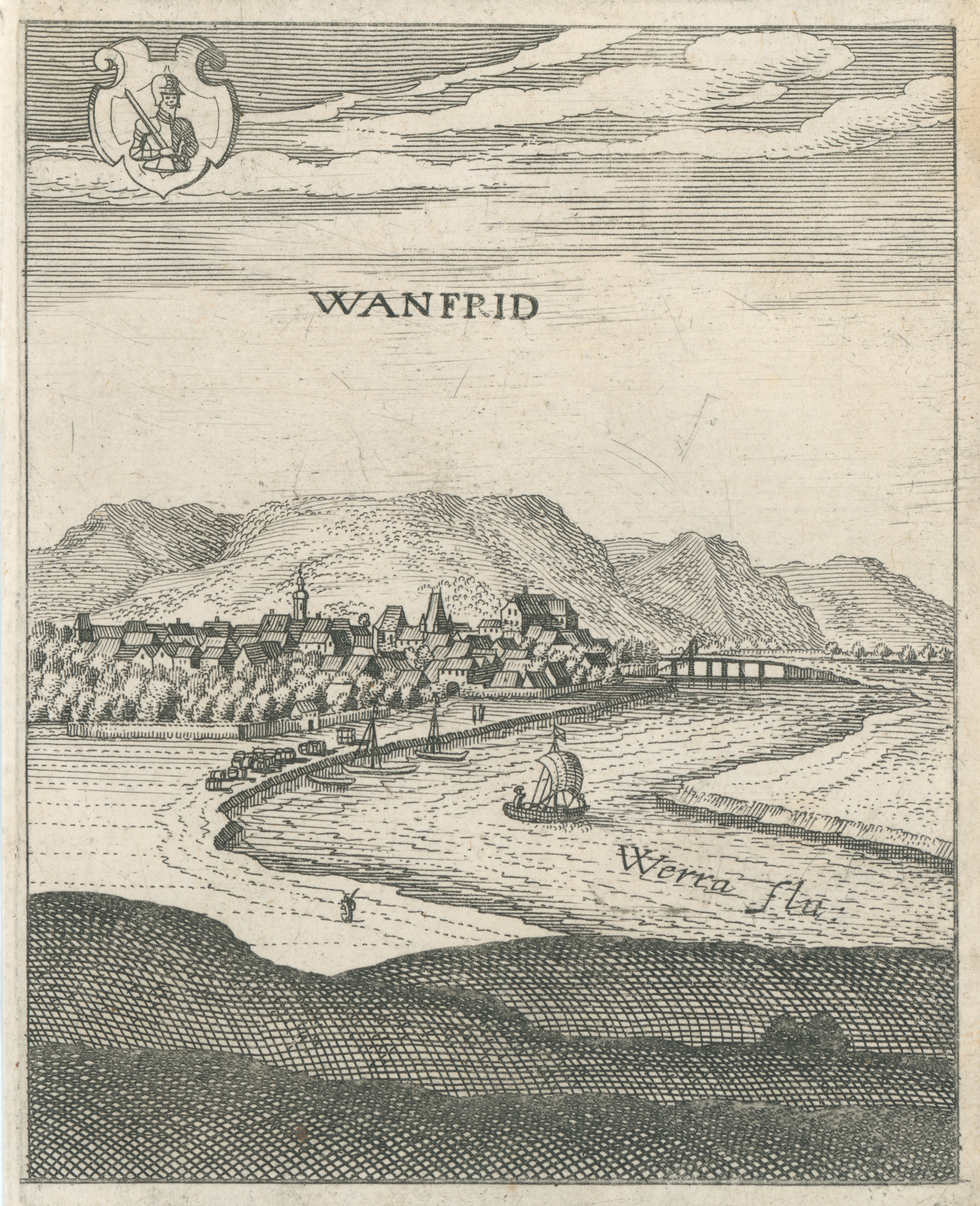
Wanfried – Auszug aus der Topographia Hassiae von Matthäus Merian (1655)

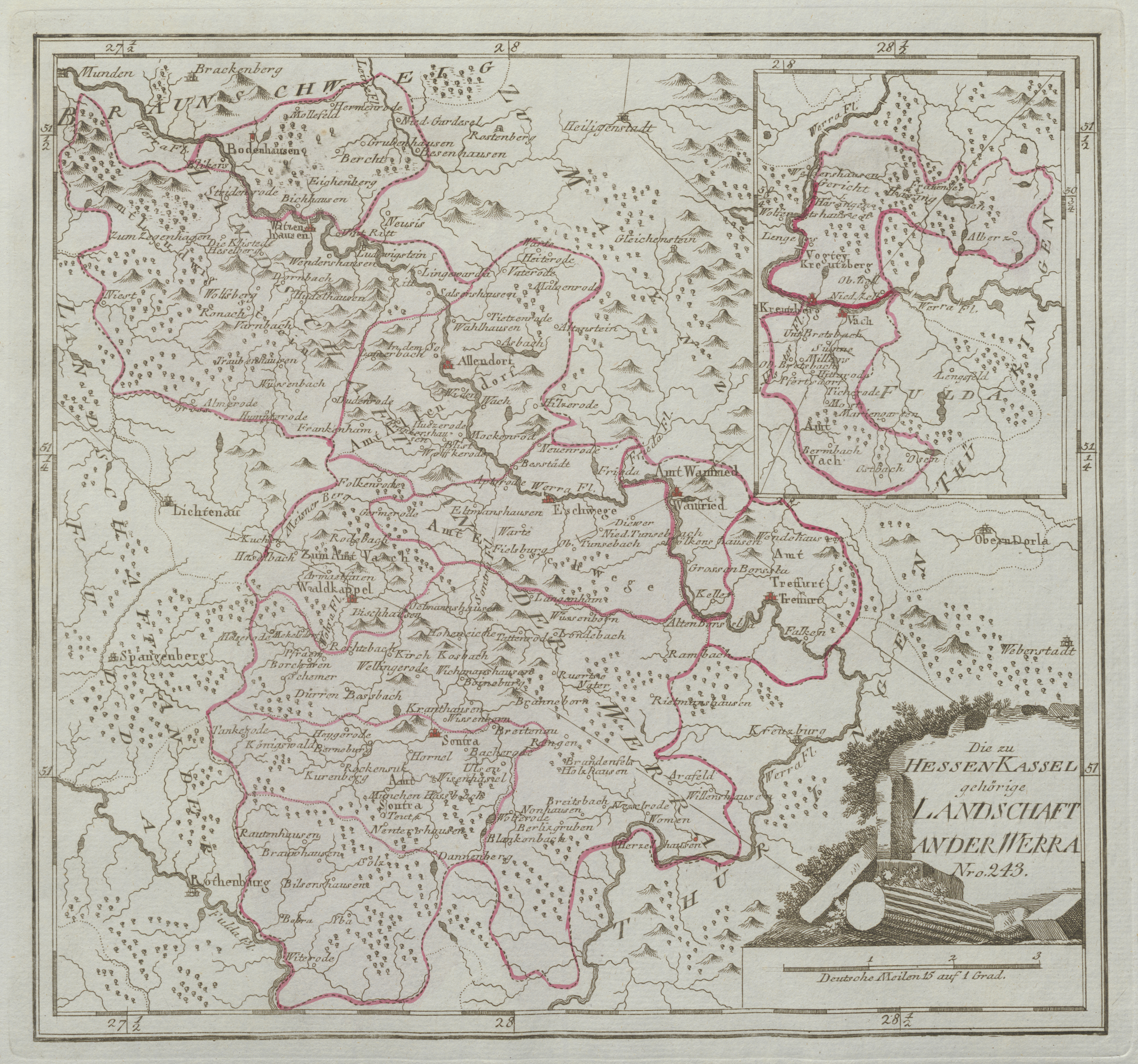
Das Amt Wanfried in einer Karte (1789–1806) der Landgrafschaft Hessen-Kassel von Franz Johann Joseph von Reilly

### Ortsgeschichte
Wanfried ist eine uralte Siedlung. Als Bonifatius in diese Gegend kam, bestand sie schon und es gab dort auch schon Christen. Er baute die ersten Kirchen, auch auf dem Hülfensberg errichtete er eine Kirche und ein Kloster. Vom Hülfensberg blickend soll er einer Legende nach gesagt haben: „Wann wird endlich Frieden schweben über dieser schönen Aue“. Volksetymologisch erklärte man sich daraus die Ortsnamen Wanfried, Frieda, Schwebda und Aue.
Die Schreibweise Wanfried gegenüber der vormals ebenfalls gebräuchlichen Schreibweise Wannfried wurde per Verfügung vom 15. April 1898 durch den Regierungspräsidenten des Regierungsbezirks Cassel und Wirklich Geheimen Oberregierungsrat Max Clairon d’Haussonville angeordnet.
Als Ort im Grenzgebiet war Wanfried, das schon vor 813 unter dem Namen „In wanen In Riden“ und auch als „Uuanenreodum“ erwähnt wurde, häufig Versatz- und Pfandobjekt der hessischen und thüringischen Landgrafen, deren Interessensbereiche hier aneinander stießen. Der 1035 als Wenefridun erwähnte Ort wurde nach der Schlacht bei Wettin (1264) an Thüringen abgetreten. Um seine junge hessische Landgrafschaft auszuweiten, kaufte Heinrich I. im Jahr 1306 vom thüringischen Landgrafen die Orte Wanfried und Frieda und einige eichsfeldische Dörfer. Wenige Jahre später begannen mit einem Überfall Hermanns II. von Treffurt die kriegerischen Auseinandersetzungen um den Besitz Wanfrieds. Hermann konnte den Ort in einem Handstreich nehmen, sich jedoch dort nicht festsetzen, denn schon 1336 wurde Hermanns Burg Normannstein von einer Koalition hessischer, kurmainzischer und sächsischer Truppen eingenommen. Nachdem der Besitz unter den Siegern verteilt worden war, suchte der hessische Landgraf Otto I. die neuen, isolierten Besitzungen durch eine Landbrücke an sein Territorium zu binden. Zu diesem Zweck erwarb er 1365 von den benachbarten Herren zu Völkershausen deren Gericht mit den Dörfern Völkershausen, Altenburschla, Heldra, Helderbach, Rambach und Weißenborn. Zum Bezirk der Zent Wanfried gehörten seitdem außer Wanfried selbst die sechs Dörfer des benachbarten Gerichts Völkershausen und der eichsfeldische Ort Döringsdorf. Bevor Wanfried endgültig an die hessischen Landgrafen überging, kam es im Verlauf des Sternerkrieges zu Ende des 14. Jahrhunderts noch einmal zu erneuten Konflikten mit dem benachbarten Thüringen.
Wanfried wurde durch Privileg des Landgrafen Moritz von Hessen-Kassel am 30. August 1608 zur Stadt erhoben und erhielt Marktgerechtigkeit. Im Jahr 1616 wurde Wanfried im „Verzeichnis der fürnembsten Städte Europas“ als bedeutender Handelsplatz genannt. Als Ausgangspunkt der Werraschifffahrt, deren Flusssystem durch Schleusen in Eschwege und Allendorf gesichert worden war, erwuchs der Ort zu einem Handelszentrum, in dem Waren aller Art umgeschlagen wurden. Nachdem die gelöschten Güter das Zollamt „Auf der Schlagd“ passiert hatten, wurden sie in die Lagerhäuser der Stadt verfrachtet und später auf dem Landweg weitertransportiert. Die Fuhrleute brachten die zumeist aus den Küstenstädten kommende Ware vor allem nach Thüringen und Bayern; wichtige Anlaufstellen waren die dortigen Handelszentren Leipzig und Nürnberg.

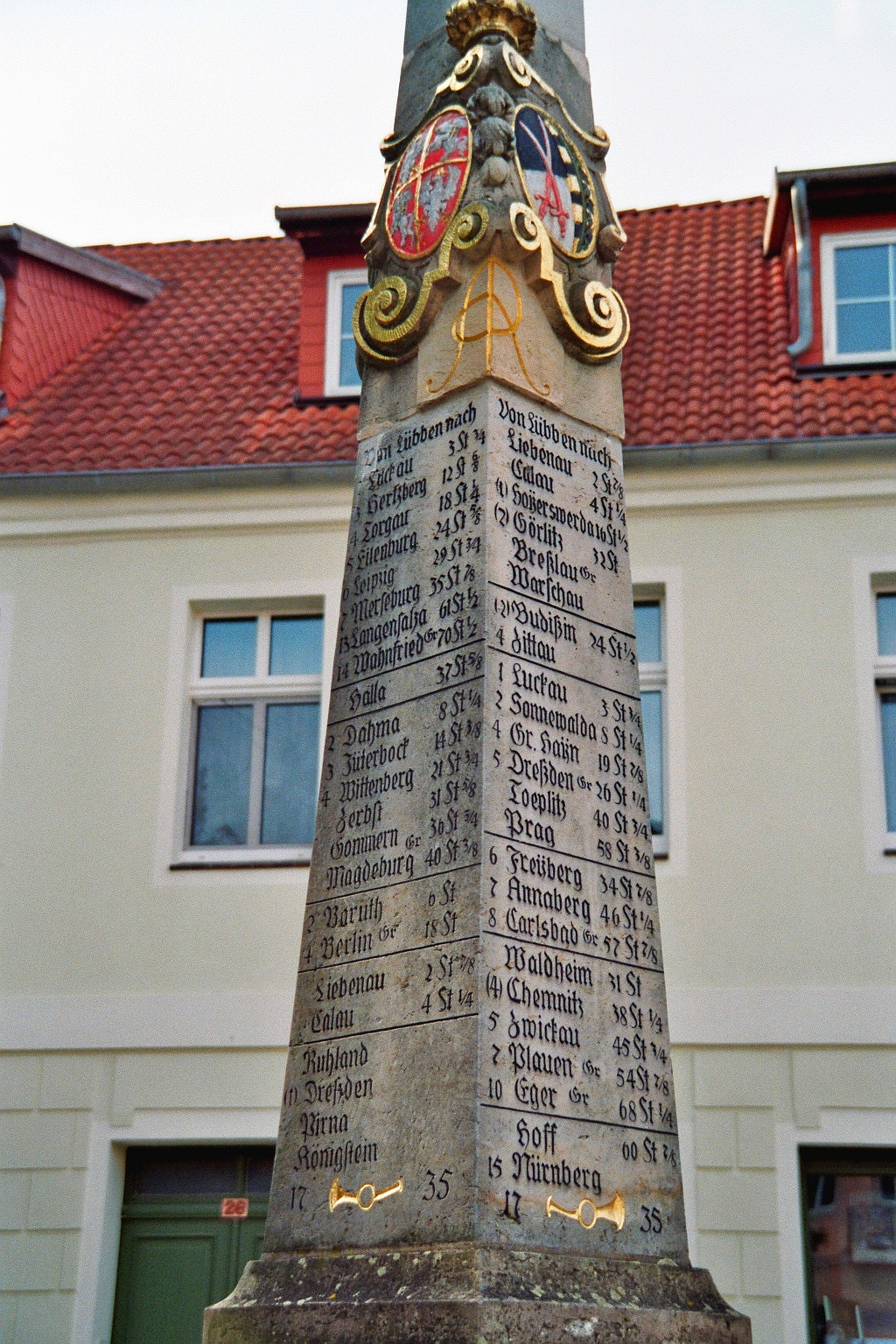
Kursächsische Postmeilensäule in Lübben, Niederlausitz von 1735, die „Wahnfried Gr“ als Grenzstation zwischen Hessen und Sachsen ausweist.

Im Dreißigjährigen Kriege wurde die Stadt am 25. Juni 1626 von Truppen Tillys geplündert und niedergebrannt. Ab 1627 gehörte Wanfried zum Herrschaftsbereich des Rotenburger Quart und war ab 1667 Residenz der katholischen Seitenlinie Hessen-Wanfried der Hessen-Kasseler Landgrafen. 1667 zog Landgraf Karl als Begründer der Linie im dortigen Schloss ein. Die Söhne Karls, Wilhelm und Christian, regierten dort bis zum Erlöschen der Linie im Jahr 1755. Entsprechend dem Hausvertrag fiel die Landgrafschaft Hessen-Wanfried an Hessen-Rotenburg zurück. 1834 fiel auch Hessen-Rotenburg an die Hauptlinie Hessen-Kassel zurück.
Die Stadt begann 1665 mit dem Bau einer Stadtmauer, die das aus einem Erdwall mit hölzerner Palisade bestehende bisherige Verteidigungswerk ersetzte.
Die ehemalige Bedeutung Wanfrieds als Umschlagplatz belegt eine Handelsbilanz von der Wende vom 17. ins 18. Jahrhundert. Zu dieser Zeit betrug die Schiffsausfuhr ca. 80.000 Zentner, die Abfuhr bemaß sich auf 132.000 Zentner im Jahr. Bevorzugtes Handelsgut waren Kaffee, Zucker, Öl, Gewürze, Tabak, Wollwaren, Wein, Honig und Fisch. In dieser Zeit entstanden die prächtigen Handelshäuser an der Marktstraße, stattliche Bürger- und Wirtshäuser, Herbergen, eine Börse und ein Brauhaus.
Am 18. April 1813 wurde Wanfried während der Befreiungskriege durch Friedrich von Hellwig von den französischen Besatzern befreit. Wanfried war Sitz des Justizamtes Wanfried und ab 1866 des Amtsgerichtes Wanfried.
In der zweiten Hälfte des 19. Jahrhunderts ging die Bedeutung der Werraschifffahrt mehr und mehr zurück, da sich der Gütertransport auf die Schiene verlagerte. Wanfried wurde im Jahr 1902 an die Werratalbahn angeschlossen.
Eine kuriose Geschichte um Wanfried entstammt dem Tagebucheintrag von Cosima Wagner vom 4. Mai 1874. Daraus sowie aus dem Kommentar der Herausgeber des Bandes geht deutlich hervor, dass die Benennung des neuen Wohnhauses der Familie Wagner in Bayreuth, Haus Wahnfried, auf den Ort Wanfried zurückgeht:

„… in Hessen gäbe es einen Ort Wahnfried, es habe ihn (gemeint ist ihr Ehemann, Richard Wagner) so mystisch berührt, diese Zusammensetzung der beiden Worte, und wie das Gedicht von Goethe, was nur zu dem Weisen gesprochen sei, so würde nur der Sinnige ahnen, was wir darunter verstehen.“

Im 19. Jahrhundert verblühte der Reichtum der Handelsstadt Wanfried. Die Wälle und Türme wurden geschleift, das alte Rathaus abgerissen. Den ehemaligen Glanz der Stadt haben nur die prächtigen Fachwerkhäuser im Stadtkern überdauert, die noch heute ein nahezu ungestörtes Ensemble bilden.
Die Bevölkerung ist seit der Reformation überwiegend protestantisch. Die kleine katholische Pfarrgemeinde (gegründet 1908 als Kuratiegemeinde) wuchs nach dem Zweiten Weltkrieg durch Flüchtlinge und Heimatvertriebene stark an.
1945 wurde auf dem Wanfrieder Herrensitz „Kalkhof“ das Wanfrieder Abkommen geschlossen, ein Gebietstausch zwischen der US-amerikanischen und sowjetischen Besatzungszone entlang der sogenannten „Whisky-Wodka-Linie“.
Unter dem Pseudonym „Friedheim“ trat die kleine Zonengrenzstadt in den Spielfilmen „Der Willi-Busch-Report“ und „Deutschfieber“ des Regisseurs Niklaus Schilling auf, die 1979 und im Jahr nach der Wiedervereinigung produziert wurden. Wanfried bzw. „Friedheim“ stand darin für einen äußerst ruhigen und nachrichtenarmen Ort, in den der Lokalredakteur einer Heimatzeitung durch heimlich von ihm selbst initiierte Ereignisse an der Grenze Leben bringen wollte, über das er dann in seinem Journal berichten konnte.
Die Stadt Wanfried feierte im Jahr 2008 das Jubiläum „400 Jahre Stadtrechte“ und im Jahr 2013 die 1200-jährige urkundliche Ersterwähnung.
Nach zunehmendem Leerstand in der Altstadt von Wanfried engagiert sich die 2006 gegründete lokale Initiative „Bürgergruppe für den Erhalt Wanfrieder Häuser“ zunehmend für den Erhalt und warb neue Immobilieneigentümer u. a. aus den Ballungsgebieten und den Niederlanden an. Der Leerstand konnte seitdem erheblich verringert werden, viele Altbauten und denkmalgeschützte Fachwerkhäuser wurden saniert und der Zuzug in die Gemeinde stieg an.
Zum 1. Oktober 1971 wurde im Zuge der Gebietsreform in Hessen die bis dahin selbständige Gemeinde Völkershausen auf freiwilliger Basis als Stadtteil eingegliedert. Am 31. Dezember 1971 kam Aue hinzu. Altenburschla und Heldra folgten am 1. April 1972. Für alle Stadtteile von Wanfried wurden Ortsbezirke mit Ortsbeirat und Ortsvorsteher nach der Hessischen Gemeindeordnung gebildet.

### Verwaltungsgeschichte im Überblick
Die folgende Liste zeigt die Staaten und Verwaltungseinheiten, denen Wanfried angehört(e):
- nach 1365: Heiliges Römisches Reich, Landgrafschaft Hessen, Amt Wanfried
- ab 1567: Heiliges Römisches Reich, Landgrafschaft Hessen-Kassel, Amt Wanfried
  - 1627–1834: Landgrafschaft Hessen-Rotenburg (sogenannte Rotenburger Quart), teilsouveränes Fürstentum unter reichsrechtlicher Oberhoheit der Landgrafschaft Hessen-Kassel bzw. des Kurfürstentums Hessen
- ab 1806: Landgrafschaft Hessen-Kassel, Amt Wanfried
- ab 1807: Königreich Westphalen, Departement des Harzes, Distrikt Heiligenstadt, Kanton Wanfried
- ab 1815: Kurfürstentum Hessen, Amt Wanfried[13]
- ab 1821/22: Kurfürstentum Hessen, Provinz Niederhessen, Kreis Eschwege[14][Anm. 2]
- ab 1848: Kurfürstentum Hessen, Bezirk Eschwege
- ab 1851: Kurfürstentum Hessen, Provinz Niederhessen, Kreis Eschwege
- ab 1867: Königreich Preußen, Provinz Hessen-Nassau, Regierungsbezirk Kassel, Kreis Eschwege
- ab 1871: Deutsches Reich, Königreich Preußen, Provinz Hessen-Nassau, Regierungsbezirk Kassel, Kreis Eschwege
- ab 1918: Deutsches Reich, Freistaat Preußen, Provinz Hessen-Nassau, Regierungsbezirk Kassel, Kreis Eschwege
- ab 1944: Deutsches Reich, Freistaat Preußen, Provinz Kurhessen, Landkreis Eschwege
- ab 1945: Deutsches Reich, Amerikanische Besatzungszone, Groß-Hessen, Regierungsbezirk Kassel, Landkreis Eschwege
- ab 1946: Deutsches Reich, Amerikanische Besatzungszone, Hessen, Regierungsbezirk Kassel, Landkreis Eschwege
- ab 1949: Bundesrepublik Deutschland, Hessen, Regierungsbezirk Kassel, Landkreis Eschwege
- ab 1974: Bundesrepublik Deutschland, Hessen, Regierungsbezirk Kassel, Werra-Meißner-Kreis

## Bevölkerung

### Einwohnerstruktur 2011
Nach den Erhebungen des Zensus 2011 lebten am Stichtag, dem 9. Mai 2011, in Wanfried 4286 Einwohner. Darunter waren 47 (1,1 %) Ausländer, von denen 15 aus dem EU-Ausland, 22 aus anderen europäischen Ländern und 10 aus anderen Staaten kamen. (Bis zum Jahr 2020 erhöhte sich die Ausländerquote auf 3,9 %.) Nach dem Lebensalter waren 651 Einwohner unter 18 Jahren, 1515 waren zwischen 18 und 49, 1023 zwischen 50 und 64 und 1077 Einwohner waren älter. Die Einwohner lebten in 1941 Haushalten. Davon waren 582 Singlehaushalte, 582 Paare ohne Kinder und 573 Paare mit Kindern sowie 171 Alleinerziehende und 33 Wohngemeinschaften. In 486 Haushalten lebten ausschließlich Senioren und in 1170 Haushaltungen leben keine Senioren.

### Einwohnerentwicklung
- 1574: 117 Haushaltungen[3]
- 1747: 232 Haushaltungen[3]

| Wanfried: Einwohnerzahlen von 1834 bis 2020 | Wanfried: Einwohnerzahlen von 1834 bis 2020 | Wanfried: Einwohnerzahlen von 1834 bis 2020 | Wanfried: Einwohnerzahlen von 1834 bis 2020 | Wanfried: Einwohnerzahlen von 1834 bis 2020 |
| --- | ------------------------------------------- | ------------------------------------------- | ------------------------------------------- | ------------------------------------------- |
| Jahr |                                             |                                             |                                             | Einwohner                                   |
| 1834 | 1834                                        |                                             | 1.720                                       | 1.720                                       |
| 1840 | 1840                                        |                                             | 2.120                                       | 2.120                                       |
| 1846 | 1846                                        |                                             | 2.179                                       | 2.179                                       |
| 1852 | 1852                                        |                                             | 2.021                                       | 2.021                                       |
| 1858 | 1858                                        |                                             | 1.842                                       | 1.842                                       |
| 1864 | 1864                                        |                                             | 2.084                                       | 2.084                                       |
| 1871 | 1871                                        |                                             | 2.020                                       | 2.020                                       |
| 1875 | 1875                                        |                                             | 1.896                                       | 1.896                                       |
| 1885 | 1885                                        |                                             | 2.168                                       | 2.168                                       |
| 1895 | 1895                                        |                                             | 2.265                                       | 2.265                                       |
| 1905 | 1905                                        |                                             | 2.367                                       | 2.367                                       |
| 1910 | 1910                                        |                                             | 2.368                                       | 2.368                                       |
| 1925 | 1925                                        |                                             | 2.412                                       | 2.412                                       |
| 1939 | 1939                                        |                                             | 2.698                                       | 2.698                                       |
| 1946 | 1946                                        |                                             | 3.660                                       | 3.660                                       |
| 1950 | 1950                                        |                                             | 4.013                                       | 4.013                                       |
| 1956 | 1956                                        |                                             | 3.928                                       | 3.928                                       |
| 1961 | 1961                                        |                                             | 3.779                                       | 3.779                                       |
| 1967 | 1967                                        |                                             | 3.659                                       | 3.659                                       |
| 1970 | 1970                                        |                                             | 3.579                                       | 3.579                                       |
| 1973 | 1973                                        |                                             | 5.395                                       | 5.395                                       |
| 1975 | 1975                                        |                                             | 5.275                                       | 5.275                                       |
| 1980 | 1980                                        |                                             | 5.201                                       | 5.201                                       |
| 1985 | 1985                                        |                                             | 5.041                                       | 5.041                                       |
| 1990 | 1990                                        |                                             | 4.945                                       | 4.945                                       |
| 1995 | 1995                                        |                                             | 4.940                                       | 4.940                                       |
| 2000 | 2000                                        |                                             | 4.731                                       | 4.731                                       |
| 2005 | 2005                                        |                                             | 4.390                                       | 4.390                                       |
| 2010 | 2010                                        |                                             | 4.204                                       | 4.204                                       |
| 2011 | 2011                                        |                                             | 4.286                                       | 4.286                                       |
| 2015 | 2015                                        |                                             | 4.131                                       | 4.131                                       |
| 2020 | 2020                                        |                                             | 4.190                                       | 4.190                                       |
| Datenquelle: Historisches Gemeindeverzeichnis für Hessen: Die Bevölkerung der Gemeinden 1834 bis 1967. Wiesbaden: Hessisches Statistisches Landesamt, 1968. Weitere Quellen: ; Hessisches Statistisches Informationssystem; Zensus 2011 Nach 1970 einschließlich der im Zuge der Gebietsreform in Hessen eingegliederten Orte. |                                             |                                             |                                             |                                             |

### Daten zur Religionszugehörigkeit
| • 1885: | 1912 evangelische (= 88,19 %), 168 katholische (= 7,75 %), 88 jüdische (= 4,06 %) Einwohner |
| • 1961: | 2860 evangelische (= 75,69 %), 847 katholische (= 22,41 %) Einwohner                        |
| • 1987: | 3900 evangelische (= 82,0 %), 778 katholische (= 16,3 %), 176 sonstige (= 3,7 %) Einwohner  |
| • 2011: | 2835 evangelische (= 66,4 %), 527 katholische (= 13,2 %), 906 sonstige (= 21,2 %) Einwohner |

## Politik

### Wahlen vor 1945
Bei der Wahl zur Verfassungsgebenden Deutschen Nationalversammlung am 19. November 1919 entfielen in Wanfried auf die DNVP 74 Stimmen, auf die DVP 10 Stimmen, auf die Christliche Volkspartei (Z) 88 Stimmen, auf die DDP 317 Stimmen, auf die SPD 718 Stimmen und auf die USPD 3 Stimmen.
Bei der Reichstagswahl vom 6. Juni 1920 gab es in Wanfried insgesamt 1.465 Wahlberechtigte. Von den insgesamt 1.181 abgegebenen Stimmen waren 1.179 gültig. Es entfielen auf die DNVP 195 Stimmen, auf die DVP 135 Stimmen, auf die Zentrumspartei 80 Stimmen, auf die DDP 125 Stimmen, auf die SPD 356 Stimmen und auf die USPD 288 Stimmen.
Bei der Reichstagswahl vom 4. Mai 1924 gab es in Wanfried insgesamt 1.483 oder 1.490 Wahlberechtigte. Von den insgesamt 1.278 abgegebenen Stimmen waren 1.235 gültig. Es entfielen auf den Völkischsozialen Block 86 Stimmen, auf die DNVP 185 Stimmen, auf die DVP 114 Stimmen, auf die Zentrumspartei 74 Stimmen, auf die DDP 97 Stimmen, auf die SPD 343 Stimmen, auf die USPD 12 Stimmen, auf die KPD 313 Stimmen, auf die Reichspartei des deutschen Mittelstandes 7 Stimmen, auf die Nationalsozialistische Freiheitspartei 1 Stimme, auf den Hessischen Bauernbund 3 Stimmen.
Bei der Reichstagswahl vom 7. Dezember 1924 gab es in Wanfried insgesamt 1.511 Wahlberechtigte. Von den 1.262 abgegebenen, gültigen Stimmen entfielen auf die NSDAP 53 Stimmen, auf die DNVP 140 Stimmen, auf die DVP 92 Stimmen, auf die Zentrumspartei 79 Stimmen, auf die DDP 100 Stimmen, auf die SPD 485 Stimmen, auf die USPD 16 Stimmen, auf die KPD 158 Stimmen auf die Reichspartei des deutschen Mittelstandes 124 Stimmen.
Beim 1. Wahlgang der Reichspräsidentenwahl am 29. März 1925 gab es in Wanfried insgesamt 1.507 Wahlberechtigte. Von den 1.192 abgegebenen Stimmen waren alle gültig. Es entfielen auf Erich Ludendorff (Völkische) 17 Stimmen, Karl Jarres (Reichsblock) 357 Stimmen, Wilhelm Marx (Zentrumspartei) 78 Stimmen, Heinrich Held (BVP) 4 Stimmen, Willy Hellpach (DDP) 63 Stimmen, Otto Braun (SPD) 607 Stimmen und Ernst Thälmann (KPD) 66 Stimmen.
Beim 2. Wahlgang der Reichspräsidentenwahl am 26. April 1925 gab es in Wanfried insgesamt 1.468 Wahlberechtigte. Von den 1.242 abgegebenen Stimmen waren 1.239 gültig. Es entfielen auf Paul von Hindenburg (Reichsblock) 460 Stimmen, Wilhelm Marx (Volksblock) 705 Stimmen und Ernst Thälmann (KPD) 74 Stimmen.
Beim Volksentscheid über den Entwurf eines Gesetzes gegen die Versklavung des deutschen Volkes (Volksentscheid gegen den Young-Plan) am 22. Dezember 1929 gab es in Wanfried insgesamt 1.626 Stimmberechtigte, durch die 135 Ja-Stimmen und 16 Nein-Stimmen abgegeben wurden.
Bei der Reichstagswahl am 14. September 1930 gab es insgesamt 1.655 oder 1.588 Wahlberechtigte. Von den 1.554 abgegebenen Stimmen waren 1.547 gültig. Es entfielen auf die NSDAP 315 Stimmen, auf die DNVP 27 Stimmen, auf die DVP 57 Stimmen, auf die Zentrumspartei 65 Stimmen, auf die Deutsche Staatspartei 47 Stimmen, auf die SPD 699 Stimmen, auf die USPD 1 Stimme, auf die KPD 133 Stimmen, auf die LP 22 Stimmen, auf den Christlich-Sozialer Volksdienst 51 Stimmen, auf die WP 114 Stimmen, auf die Konservative Volkspartei 8 Stimmen, auf die Christlich-Soziale Volksgemeinschaft 5 Stimmen, auf die Volksrechtpartei 1 Stimme und auf die KuHP 2 Stimmen.
Beim 1. Wahlgang der Reichspräsidentenwahl am 13. März 1932 gab es in Wanfried insgesamt 1.657 Wahlberechtigte. Von den 1.604 abgegebenen Stimmen waren 1.593 gültig. Es entfielen auf Adolf Hitler (NSDAP) 626 Stimmen, auf Paul von Hindenburg (parteilos) 800 Stimmen, auf Theodor Duesterberg (Stahlhelm) 26 Stimmen, auf Gustav Winter (Inflationsgeschädigte) 2 Stimmen und auf Ernst Thälmann (KPD) 139 Stimmen.
Bei der Reichstagswahl vom 31. Juli 1932 entfielen auf die NSDAP 805 Stimmen, auf die DNVP 51 Stimmen, auf die DVP 10 Stimmen, auf die Zentrumspartei 83 Stimmen, auf die Deutsche Staatspartei 6 Stimmen, auf die SPD 501 Stimmen, auf die KPD 198 Stimmen, auf den Christlich-Sozialer Volksdienst 9 Stimmen, auf die LP 1 Stimme, auf die SAP 1 Stimme, auf die KIV 2 Stimmen.

### Wahlen nach 1945
Bei den ersten Kommunalwahlen nach dem Ende des Zweiten Weltkrieges am 27. Januar 1946 nahmen anlässlich der Wahl der Stadtverordnetenversammlung der Stadt Wanfried von 1.622 Wahlberechtigten insgesamt 1.475 Wähler ihr Wahlrecht wahr. Davon waren 1.452 Stimmen gültig und 23 ungültig. Die gültigen Stimmen verteilten sich auf die SPD (771 Stimmen), CDU (391 Stimmen), KPD (96 Stimmen) und LDP (194 Stimmen).
Bei der Wahl zur verfassungsberatenden Landesversammlung am 30. Juni 1946 wurden von 1.739 Wahlberechtigten insgesamt 1.463 gültige und 79 ungültige Stimmen abgegeben. Die gültigen Stimmen verteilten sich auf die SPD (629 Stimmen), CDU (350 Stimmen), LDP (305 Stimmen) und KPD (179 Stimmen).
Bei der Landtagswahl zum 1. Hessischen Landtag am 1. Dezember 1946 wurden von 1.756 Wahlberechtigten insgesamt 1.485 gültige und 98 ungültige Stimmen abgegeben. Die gültigen Stimmen verteilten sich auf die SPD (698 Stimmen), CDU (285 Stimmen), LDP (386 Stimmen) und KPD (116 Stimmen).
Bei den Wahlen zu den Kreistagen am 25. April 1948 (Wanfried gehörte zum Landkreis Eschwege) wurden von 2.563 Wahlberechtigten insgesamt 2.263 gültige und 87 ungültige Stimmen abgegeben. Die gültigen Stimmen verteilten sich auf die SPD (815 Stimmen), CDU (451 Stimmen), LDP (850 Stimmen) und KPD (130 Stimmen).

### Stadtverordnetenversammlung
Die Kommunalwahl am 14. März 2021 lieferte folgendes Ergebnis, in Vergleich gesetzt zu früheren Kommunalwahlen:
| Stadtverordnetenversammlung – Kommunalwahlen 2021                                                                                           | Stadtverordnetenversammlung – Kommunalwahlen 2021                       |
| --- | ----------------------------------------------------------------------- |
| Stimmenanteil in %Wahlbeteiligung 60,7 % 6050403020100 53,0 (−2,0)28,9 (−11,2)12,6 (n. k.)5,5 (n. k.)n. k. (−4,9) CDUSPDFWGLinkeFDP20162021 | SitzverteilungInsgesamt 19 Sitze - Linke: 1 - SPD: 6 - FWG: 2 - CDU: 10 |

| Parteien und Wählergemeinschaften | Parteien und Wählergemeinschaften           | % 2021 | Sitze 2021 | % 2016 | Sitze 2016 | % 2011 | Sitze 2011 | % 2006 | Sitze 2006 | % 2001 | Sitze 2001 |
| --------------------------------- | ------------------------------------------- | ------ | ---------- | ------ | ---------- | ------ | ---------- | ------ | ---------- | ------ | ---------- |
| CDU                               | Christlich Demokratische Union Deutschlands | 53,0   | 10         | 55,0   | 10         | 53,0   | 12         | 44,7   | 10         | 40,8   | 9          |
| SPD                               | Sozialdemokratische Partei Deutschlands     | 28,9   | 6          | 40,1   | 8          | 43,0   | 10         | 50,0   | 12         | 59,2   | 14         |
| FWG                               | Freie Wählergemeinschaft Wanfried           | 12,6   | 2          | –      | –          | –      | –          | –      | –          | –      | –          |
| Linke                             | Die Linke                                   | 5,5    | 1          | –      | –          | –      | –          | –      | –          | –      | –          |
| FDP                               | Freie Demokratische Partei                  | –      | –          | 4,9    | 1          | 4,0    | 1          | 5,3    | 1          | –      | –          |
| Gesamt                            | Gesamt                                      | 100,0  | 19         | 100,0  | 19         | 100,0  | 23         | 100,0  | 23         | 100,0  | 23         |
| Wahlbeteiligung in %              | Wahlbeteiligung in %                        | 60,7   | 60,7       | 61,6   | 61,6       | 66,7   | 66,7       | 65,5   | 65,5       | 66,4   | 66,4       |

### Bürgermeister
Nach der hessischen Kommunalverfassung wird der Bürgermeister für eine sechsjährige Amtszeit gewählt, seit dem Jahr 1993 in einer Direktwahl, und ist Vorsitzender des Magistrats, dem in der Stadt Wanfried neben dem Bürgermeister ehrenamtlich ein Erster Stadtrat und sechs weitere Stadträte (Stand 2024) angehören. Bürgermeister ist seit dem 1. August 2025 Thilo Vogt (CDU). Sein Amtsvorgänger Wilhelm Gebhard (CDU) hatte bei der Bundestagswahl 2025 erfolgreich für den Deutschen Bundestag kandidiert und schied mit dessen Konstituierung am 25. März 2025 aus seiner dritten Amtszeit als Bürgermeister aus. Sodann leitete der Erste Stadtrat Gotthard Eickhoff die Stadtverwaltung kommissarisch und die Wahl eines neuen Bürgermeisters musste vorgezogen werden. Thilo Vogt wurde am 11. Mai 2025 im ersten Wahlgang bei 64,8 Prozent Wahlbeteiligung mit 56,4 Prozent der Stimmen gewählt.
Amtszeiten der Bürgermeister
- 2025–2031 Thilo Vogt (CDU)[38]
- 2007–2025 Wilhelm Gebhard (CDU)[39]
- 1989–2007 Otto Frank (SPD)
- 1959–1989 Erich Thomas (SPD)
- 1953–1959 Erich Fleischhacker (SPD)
- 1948–1953 Gustav Bergholz (SPD)
- 1945–1948 Christoph Müller (SPD)
- 1934–1945 Dr. Karl Braun (NSDAP)
- 1933–1934 Dr. Friedrich Hangen
- 1924–1933 Karl Weyrich
- 1903–1924 Heinrich Keßler
- 1901–1903 Karl Xaver von Scharfenberg
- 1885–1902 Theodor Gerlach
- 1882–1885 Oskar Tellgmann
- 1866–1882 Johann Christoph Gerlach
- 1840–1866 Friedrich Philipp Röder
- 1822–1840 Johann Paul Walter
- 1818–1822 Heinrich Adam Hille
- 15. April 1808 bis 1. April 1815 Forcht
- 1807 bis 14. April 1808, vom 1. April 1815–1818 Johann Wilhelm Stichtenoth
- 1805–1807 Wilhelm Andreas Dilling
- 1785, 1792–1804 Johann Jakob Koch
- 1784, 1786 Bernhard Lüder Ewald
- 1771, 1787, 1789 Johann Michael Beermann
- 1769, 1770, 1772–1777, 1780, 1781, 1783, 1790, 1791 Johann George Margraff
- 1767 Johann Justus Daniel
- 1765, 1766 Johann Justus Methe
- 1763, 1768, 1778, 1782, 1788 Johann Georg Rupprecht
- 1762 Johann Hermann Beyrodt
- 1761, 1764 Johann Christoph Schocke
- 1760 Johann Christoph Beyrodt
- 1759 Johann Christian Werneburg
- 1757, 1758 Johann Itermann Uckermann
- 1754–1756 Johann Philipp Langius II
- 1751 Hermann Johann Friedrich Koch
- 1750 Johann George Mohr
- 1748, 1749, 1753 Johann Jakob Uckermann
- 1744 Johann Jakob München
- 1743 Johann Andreas Peter Lautemann
- 1742 Karl Augustin Rübesam
- 1738 Johann Werner Uckermann
- 1737 Johann Heinrich Geyse
- 1735, 1736 Johann Bernhard Uckermann
- 1730, 1731, 1734, 1752 Johann Hermann Uckermann
- 1719–1722, 1724–1729, 1732, 1745–1747 Johann Werner Langius
- 1714, 1715, 1718, 1723, 1733, 1739–1741 Johann Philipp Langius I
- 1710 Johann Christoph Jacob
- 1708, 1709, 1711–1713, 1716 Johann Michael Dölle
- 1707 Heinrich Jakob Münche
- 1692, 1705, 1706 Johann Christian Becker
- 1699–1704, 1717 Lüder Schleppe
- 1696–1698 Johann Christian Gutjahr
- 1691 Johann Christian Brill
- 1685, 1694, 1695 Hans Zeich
- 1682, 1687, 1688 Melchior Krause
- 1681, 1683 Jakob München
- 1675 Johann Georg Steube
- 1673, 1684 Christoph Rexrodt
- 1657, 1670, 1671 Jakob Hillemann
- 1667 Johann Biebel
- 1663–1665, 1669, 1672, 1679, 1680, 1689, 1693 Johann Jakob Döhle
- 1661 Engelhard Wolkenstein
- 1660, 1666 Johann Walter
- 1658 Jakob Hille
- 1648, 1652, 1653, 1662, 1668, 1676 Dethard Uckermann
- 1647, 1649, 1654, 1655, 1659, 1674, 1678 Lorenz Dorfheilig
- 1644, 1645, 1646, 1650, 1651 Johann Vollardt
- 1642 Bernhard Heising
- 1627 Hans Isenträger
- 1621, 1625, 1626 Jakob Rexrodt
- 1623 Hans Beck
- 1620 Thimotheus Metz
- 1616 Jakob Würschmidt
- 1614, 1617–1619, 1623, 1624 Barthold Dorfheilige
- 1612 Christoph Schmerbauch
- 1608 Ditterich Gebhard

### Wappen
| Wappen von Wanfried | Blasonierung: „In Silber (Weiß) ein rotes Feld im Herzbereich des Schildes; davor das linksgedrehte Brustbild eines silbernen (weißen) geharnischten Ritters mit einem geschulterten silbernen (weißen) Schwert.“ |
| Wappen von Wanfried | Wappenbegründung: Schon das älteste bekannte Siegel von 1578 zeigte einen Ritter. Es kann sich um eine Rolandsfigur handeln, die hier als Zeichen der Gerichtsstätte, in das Wappen kam. Es ist jedoch auch eine ortseigene Wappenbildung denkbar, demnach steht der Ritter als Friedenswahrer (Wahr’n Fried) in der ständig umkämpften grenznahen Stadt. |

### Banner
|  | 00Banner:„Das Banner ist blau-weiß längsgestreift mit dem aufgelegten Wappen in der Mitte.“ |

### Städtepartnerschaften
Städtepartnerschaften bestehen mit Plouescat im Département Finistère in Frankreich und mit Schörfling in Österreich. Der Stadtteil Altenburschla ist verschwistert mit Villeneuve-les-Sablons im Département Oise in Frankreich.

## Kultur und Sehenswürdigkeiten

### Museen
- Wanfrieder Heimatmuseum und Dokumentationszentrum zur deutschen Nachkriegsgeschichte, bis Ende 2019 im Keudellschen Schloss
- Heimatmuseum in Heldra
- Turmmuseum in der Wasserburg Aue seit Juni 2016[44]

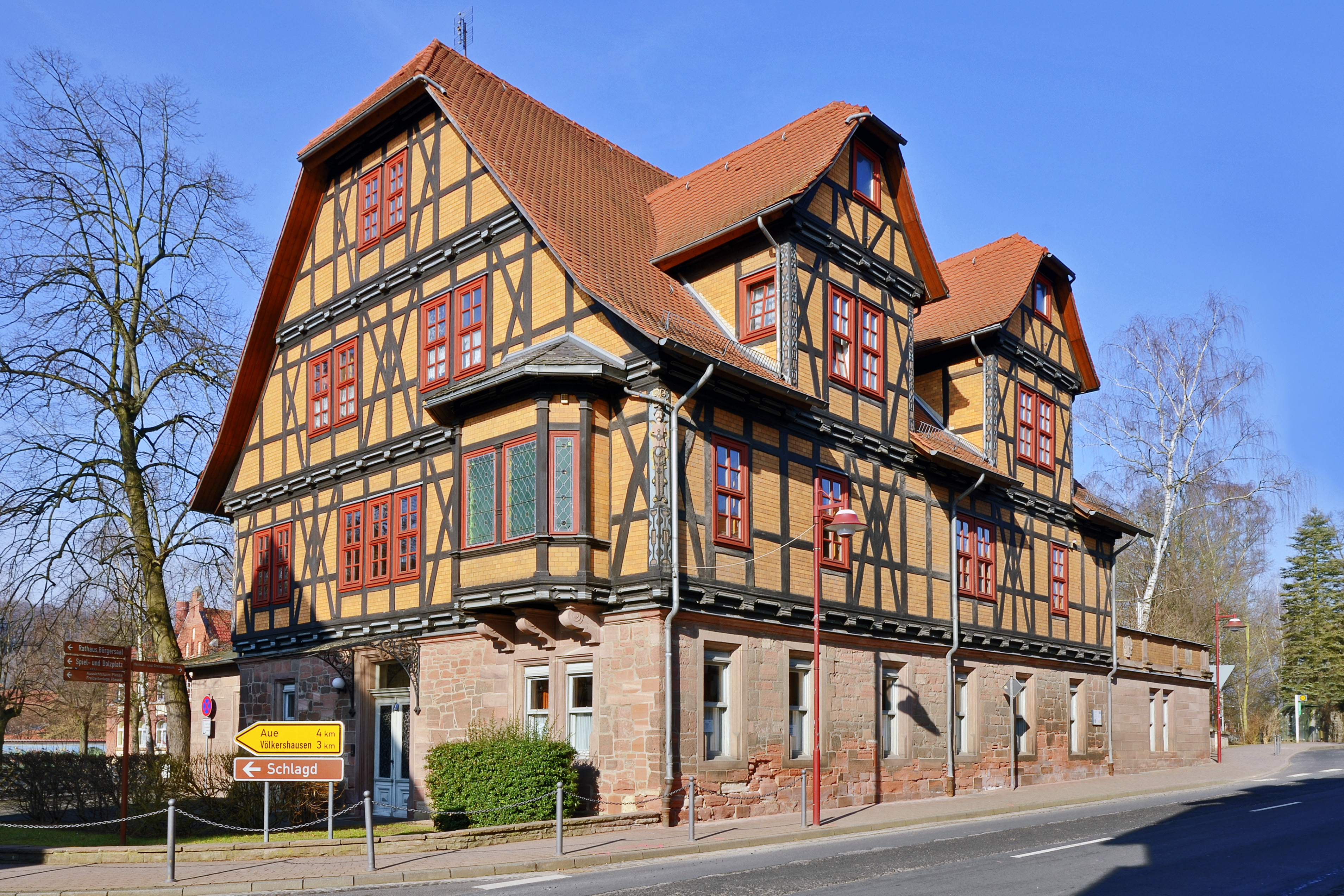
Keudellsches Schloss
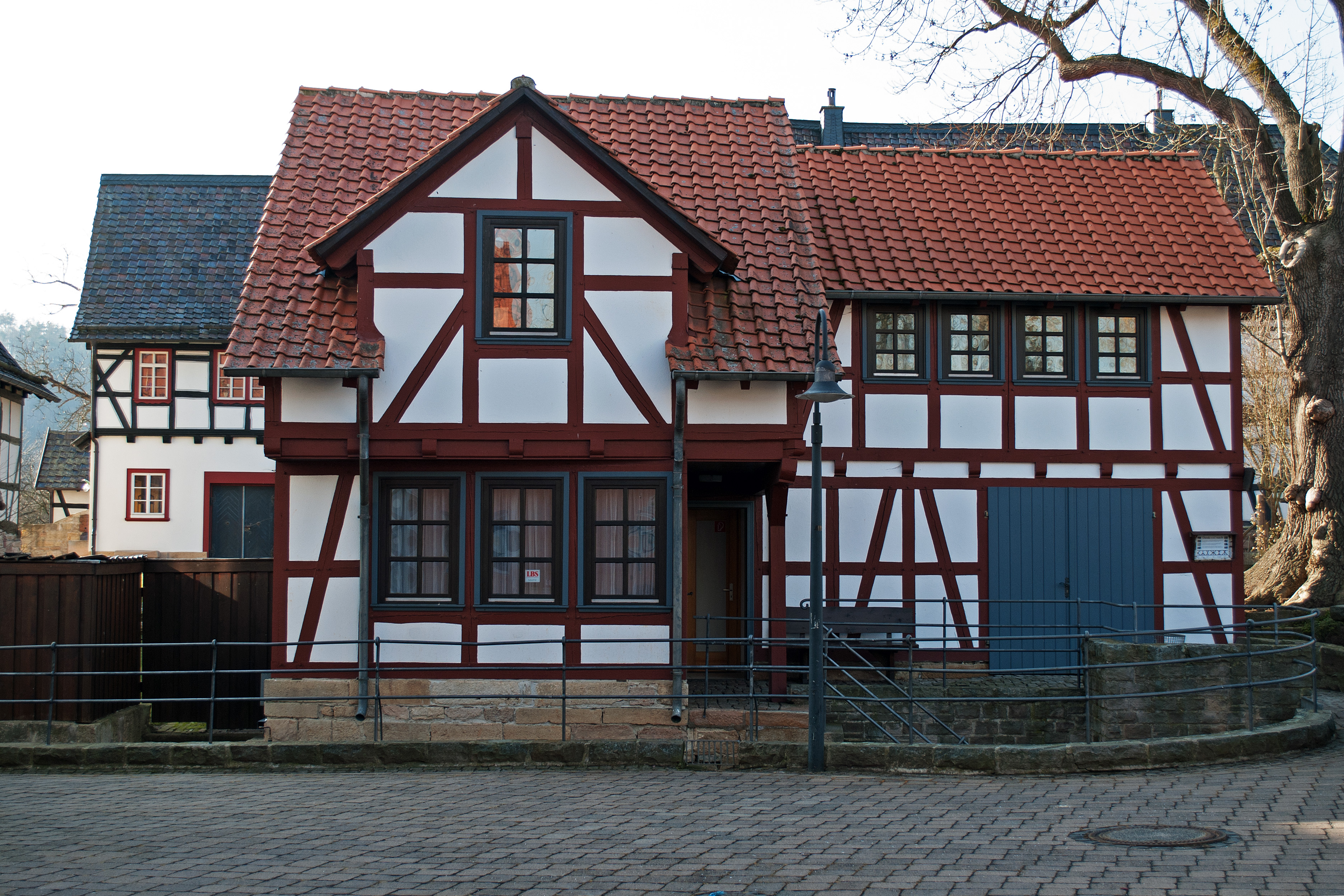
Mühle, Heimatmuseum Heldra

### Bauwerke
- Neogotische evangelische Stadtkirche (1884–1888) mit reicher originaler Ausmalung und Ausstattung (Architekt Hermann Rüppel 1845–1900[45])
- neogotische katholische Stadtkirche (1907–1908)
- Landgrafenschloss (16. Jahrhundert)
- Wanfrieder Schlagd, alter Werrahafen mit Fachwerk-Lagerhäusern
- Bahnhof Wanfried: Eröffnung 1902, Einstellung Personenverkehr 1981, Güterverkehr 1996
- Postamt (1906–1998)
- Gut Kalkhof – am 17. September 1945 wurde hier das Wanfrieder Abkommen verhandelt
- ehemalige Ölmühle

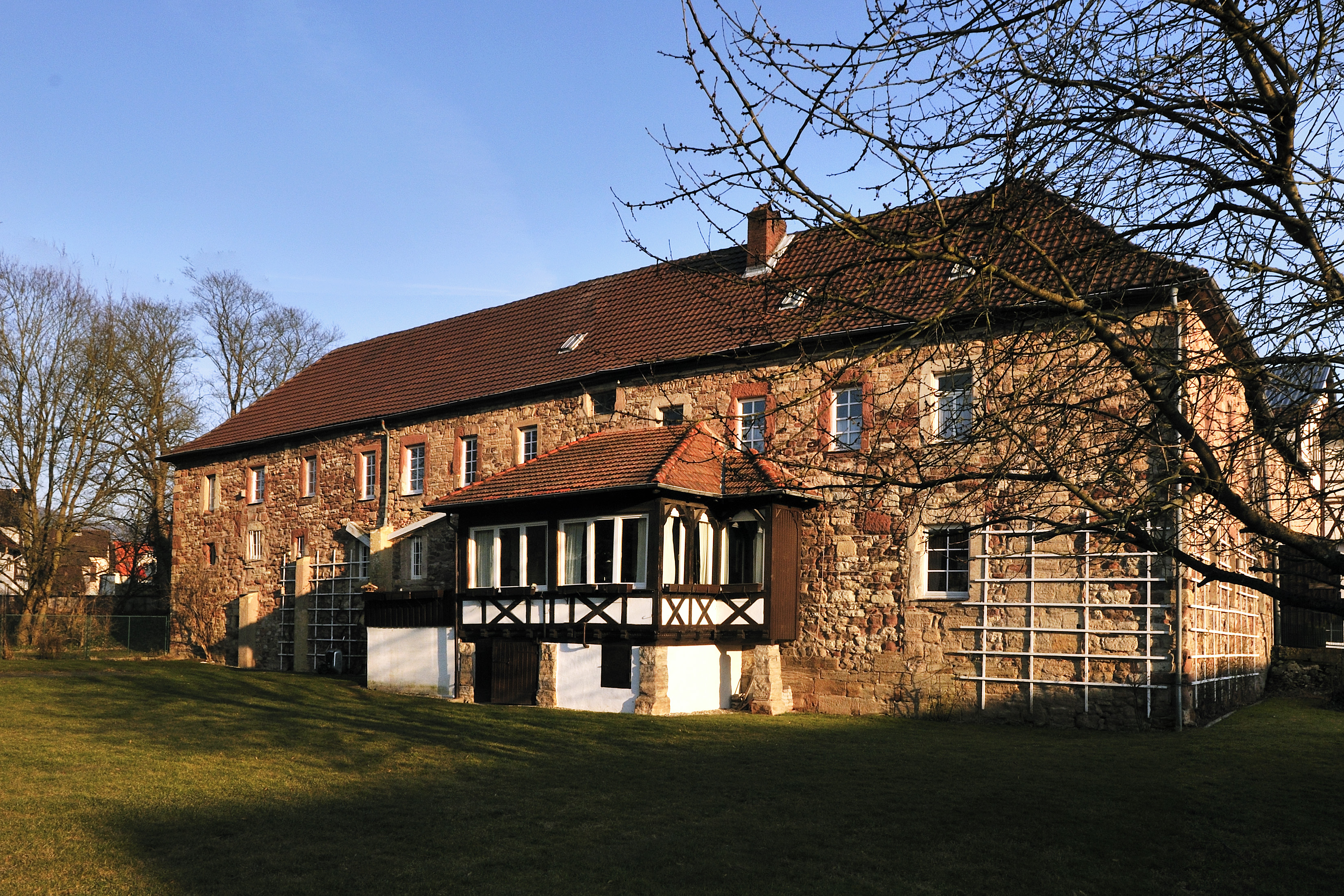
Landgrafenschloss 16. Jahrhundert
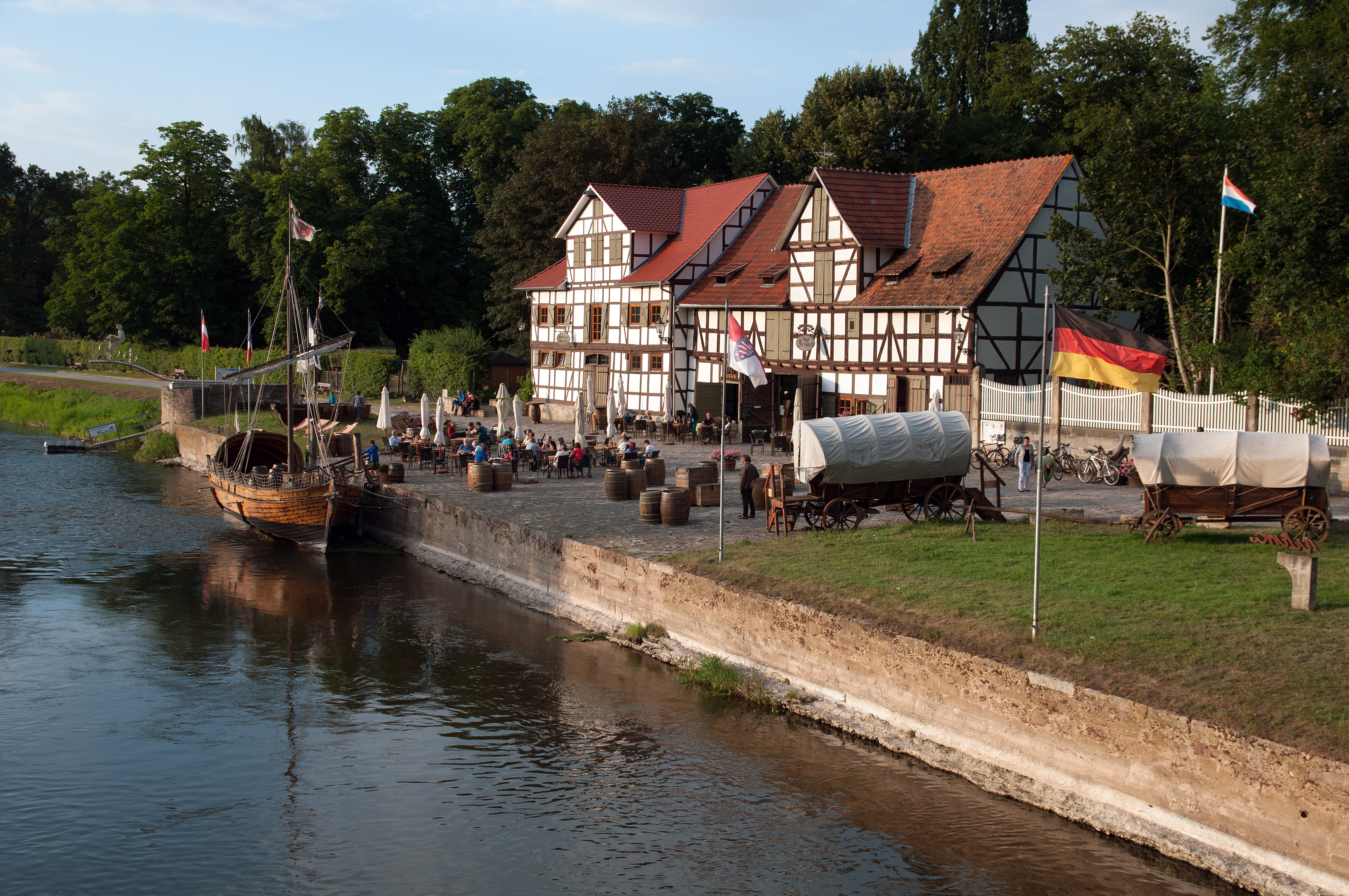
Schlagd Werrahafen
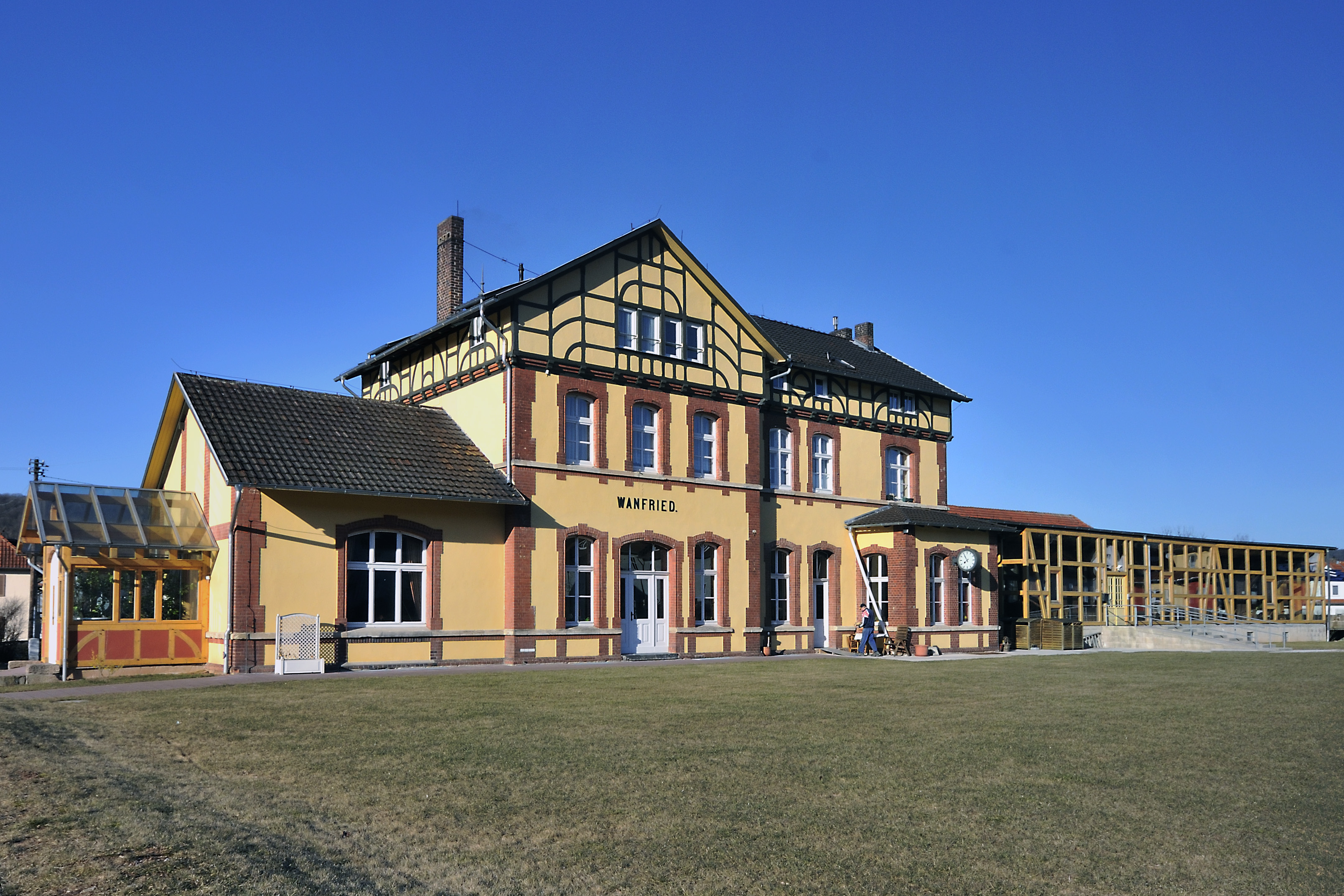
Bahnhof Wanfried 1902–1996
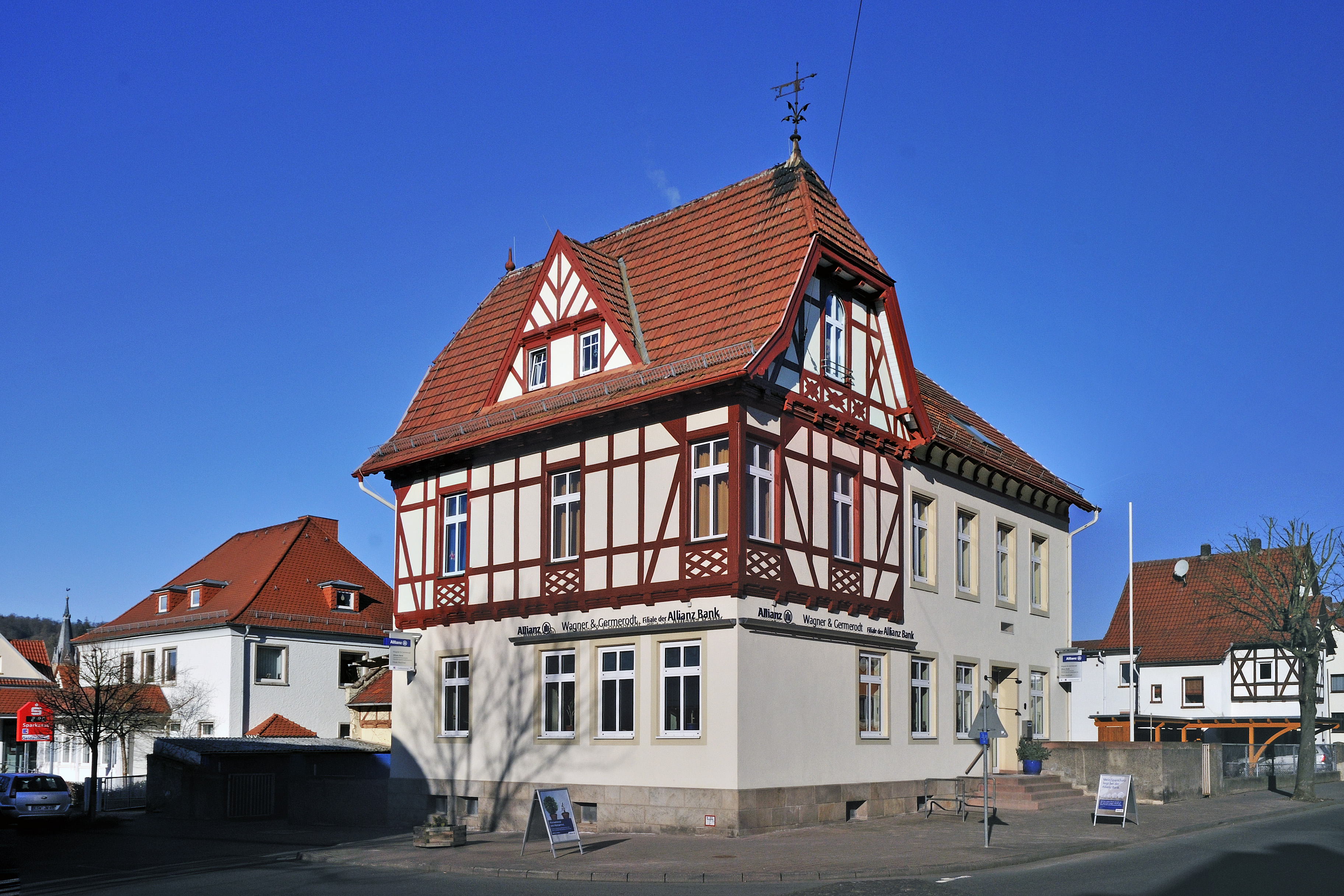
Postamt 1906–1998
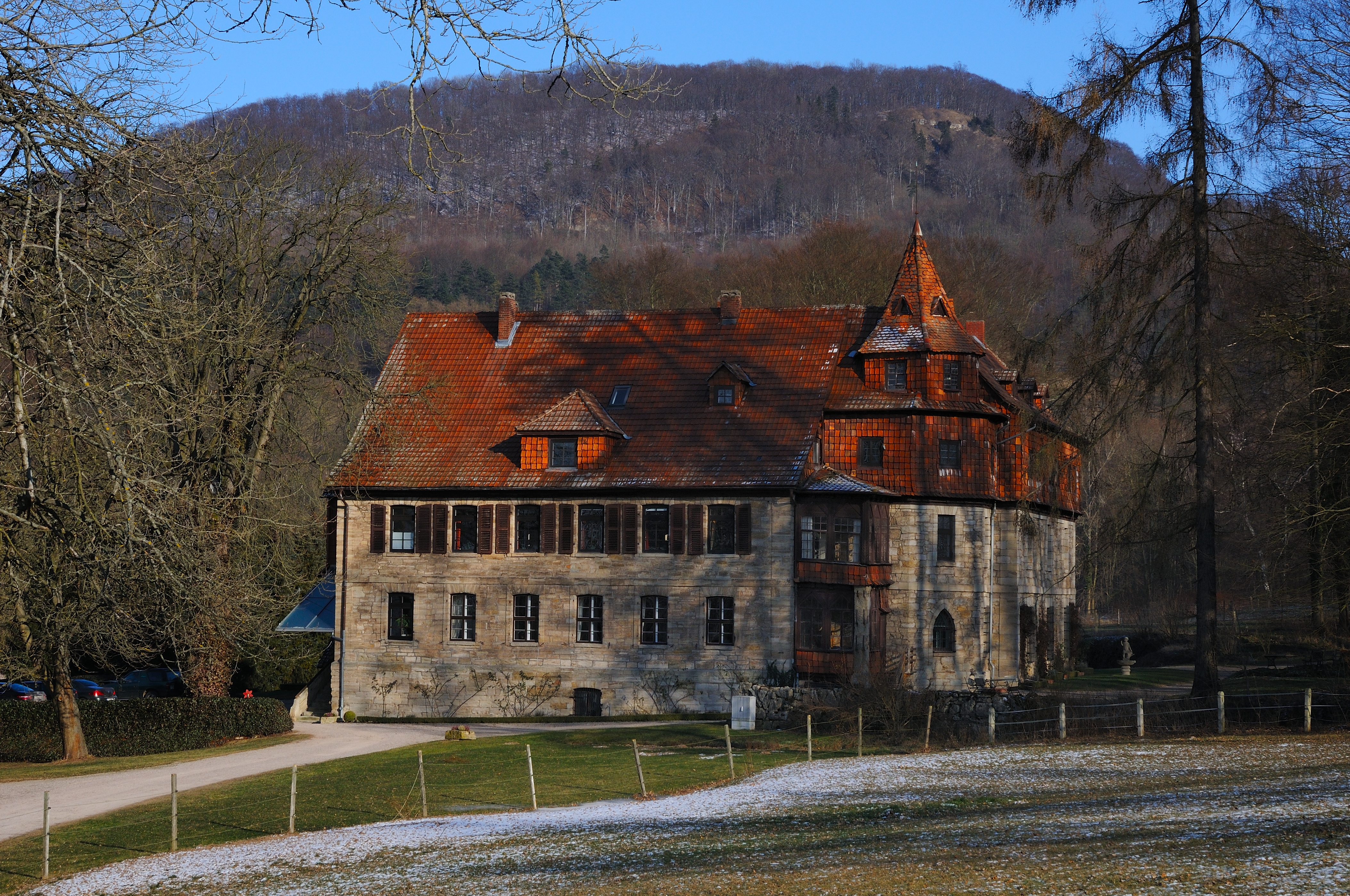
Gut Kalkhof

- Keudellsches Schloss
- Rathaus, erbaut im 17. Jahrhundert
- Harmsches Haus aus der Schifffahrtszeit
- Hotel „Zum Schwan“, aufwändig restauriertes Fachwerkhaus aus dem Jahr 1690
- Alte Post, ehemaliges Thurn- und Taxisches Posthaus, erbaut 1751
- Plesseturm, erbaut 1964
- „Kapelle der Einheit“ und Eichsfelder Kreuz, errichtet unmittelbar an der ehemaligen innerdeutschen Grenze bei Döringsdorf

### Kulturdenkmäler
In Wanfried und Stadtteilen sind 5 Gesamtanlagen sowie 149 Kulturdenkmäler ausgewiesen.

### Naturdenkmäler
- Plesse (Wanfried) (479,6 m ü. NHN), Berg mit 60 m hoher Felswand aus hellem Kalkstein und Plesseturm, bei Wanfried
- Elfengrund im Gatterbachtal, Wasserfall im Naturschutzgebiet „Plesse-Konstein“
- Heldrastein (503,8 m ü. NHN; „König des Werratals“), Berg mit 62 m hoher und 2 km breiter Felswand und Turm der Einheit, bei Treffurt
- Hülfensberg (448,2 m ü. NHN), waldreicher Berg und Wallfahrtsort bei Geismar
- Pestlinde in der Nähe des Werraufers, ein von dem damaligen Pfarrer Johannes Gleim im Jahr 1683 auf das Grab seines Freundes Jakob Faber gepflanzter Baum
- Schlosslinde am Wallgraben des ehemaligen Landgrafenschlosses

### Sport
- Schützenverein Wanfried 1568 e. V.
- Schützenverein Aue 1927 e. V.
- VfL Wanfried e. V.
- Angelsportverein Wanfried e. V.
- Reitverein Wanfried e. V.

### Freizeit und Tourismus
- Werratal-Radweg
- Schwimmbad (Freibad)
- Bolzplatz
- Premiumwanderweg P 5 Plesse, P 6 Heldrastein und P 12 Mainzer Köpfe
- Aussichtsturm Plesse (Plesseturm)
- Aussichtsturm Heldrastein
- Grillplatz Plesse

### Regelmäßige Veranstaltungen
- Wanfrieder Vogelschießen, das Volks-, Schützen- und Heimatfest jährlich am zweiten Wochenende im Juli, dabei tritt seit 1948 der Brombeermann auf
- Weihnachtsmarkt am 2. Samstag im Dezember
- Strohbärenfest in Heldra (am Aschermittwoch)
- Jazz-Matinee; Kalkhof im Frühsommer
- Wanfrieder Lesung; im Sommer
- Weinfest; jährlich am 3. Samstag im September

### Trivia
Die Dreharbeiten zum Spielfilm „Der Willi-Busch-Report“ von 1979 fanden überwiegend in Wanfried statt.

## Wirtschaft und Infrastruktur
Am 11. April 1861 wurde die Druckerei Israel & Avenarius in Wanfried gegründet. Peter Israel leitete 1872 den Buchdruck ein, Schwerpunkt der Produktion blieb jedoch bis heute die Bedruckung und Veredlung von Verpackungsmaterialien, zunächst Tüten und Beuteln. 1938 wurde das Unternehmen in eine OHG umgewandelt und änderte den Namen in Wanfried-Druck Arthur und Wilhelm Kalden OHG. Nach dem Krieg wurde die Fabrikation und Bedruckung von Verpackungskartonagen und Etiketten zum Hauptgeschäftsfeld.
Am 28. Februar 1889 wurde am östlichen Stadtrand die Wanfrieder Schmiergelwerk Gottlob Gries KG gegründet. Das Werk produzierte für Großkunden der Holz- und Metallverarbeitung die durch zahlreiche Patente geschützten ELEFANT-Schmirgelpapiere.

### Verkehr
Durch das an der Deutschen Fachwerkstraße liegende Wanfried führen die Bundesstraßen B 249 und B 250.
Wanfried lag an der 1700 eingerichteten Fahrpostroute Leipzig–Kassel im Rahmen der Fernpostlinie Moskau–Amsterdam. Nachdem in der zweiten Hälfte des 19. Jahrhunderts die Bedeutung der Werraschifffahrt mehr und mehr zurückging und sich der Gütertransport zunehmend auf die Schiene verlagerte, wurde Wanfried im Jahre 1902 an das Eisenbahnnetz angeschlossen. Die 1902 in Betrieb genommene Bahnstrecke Schwebda–Wartha verband Wanfried mit Eschwege im Westen sowie Treffurt, Creuzburg und Eisenach im Süden. Am 3. Juli 1945 wurde wegen der Grenzziehung der Verkehr zwischen Heldra und Treffurt eingestellt. Auf der Strecke Schwebda–Wanfried wurde der Personenverkehr am 31. Mai 1981 beendet, der Güterverkehr nach Wanfried endete am 1. Oktober 1994, die kaum noch genutzte Weiterführung nach Großburschla war schon am 23. Mai 1993 eingestellt worden. Die Gleise in und um Wanfried wurden bis 1998 abgebaut, zwischen Wanfried und Altenburschla wird die Trasse heute als Radweg genutzt.
Die Werra ist im Gewässerabschnitt um Wanfried noch immer als eine sonstige Binnenwasserstraße des Bundes klassifiziert.

### Bildung
Die Stadt verfügt über eine Grundschule (Gerhart-Hauptmann-Schule) und eine Integrierte Gesamtschule (Elisabeth-Selbert-Schule), welche seit dem Schuljahr 2006/07 als Außenstelle der Eschweger Anne-Frank-Schule fungiert.

## Söhne und Töchter der Stadt
- Petrus Paganus (1532–1576), deutscher neulateinischer Dichter, Humanist und Weintrinker
- Charlotte Amalie von Hessen-Wanfried (1679–1722), Fürstin von Siebenbürgen
- Sophia Leopoldina von Hessen-Wanfried (1681–1724), Gräfin von Hohenlohe-Bartenstein
- Maria Anna von Hessen-Wanfried (1685–1764), landgräfliche Prinzessin
- Christina Francisca von Hessen-Wanfried (1688–1728), Fürstin von Löwenstein-Wertheim
- Christian von Hessen-Wanfried (1689–1755), Landgraf von Hessen-Wanfried und von Hessen-Rheinfels
- Karl Philipp Franz zu Hohenlohe-Bartenstein (1702–1763), Reichsfürst
- Maria Caroline Charlotte von Ingenheim (1704–1749), Freifrau und Favoritin des späteren Kurfürsten Karl Albrecht von Bayern
- Friedrich Hahn (1784–1858), kurhessischer Anwalt
- Karl Georg Koch (1785–1847), Landrat in Kassel
- Abraham Stein (1818–1884), deutscher Rabbiner
- Georg Gottlob Ungewitter (1820–1864), deutscher Architekt und Baumeister
- Heinrich Marx (1879–1938), Jurist und Abgeordneter des Provinziallandtages der Provinz Hessen-Nassau
- Josef Kremmer (1886–1976), deutscher Politiker (NSDAP) und Landrat im Rheingaukreis
- Hermann Dahlmann (1892–1978), Generalleutnant der Luftwaffe
- Wilhelm Rexrodt (1895–1969), deutscher Politiker (DDP, LDP)
- Friedrich Otto Bittrich (1898–1973), Reiseschriftsteller, Filmemacher und Abenteurer
- Erika Wagner (1933–2011), hessische Politikerin (SPD) und Abgeordnete des Hessischen Landtags
- Gundolf Gries (* 1943), deutscher Politiker (CDU)